# 2295 Матусовський
2295 Матусовський (2295 Matusovskij) — астероїд головного поясу, відкритий 19 серпня 1977 року.
Тіссеранів параметр щодо Юпітера — 3,279.